# Пим, Самуэль
Сэр Самуэль (Самуи́л) Пим англ. Samuel Pym; 1778 — 2 октября 1855, Саутгемптон, Гэмпшир) — британский военно-морской деятель, полный адмирал (1851).

## Биография
Из дворянской семьи. Младший брат военно-морского врача, исследователя жёлтой лихорадки сэра Уильяма Пима (1772—1861).
В июне 1788 года Самуэль Пим вступил в британский Королевский флот. Служил в звании лейтенанта на 16-пушечном шлюпе «Мартин», затем на кораблях «Babet», «Aimable» и «Ethalion». На 36-пушечном корабле «Ethalion» Пим служил с ноября 1798 года, и в 1799 году участвовал в захвате испанских торговых кораблей «Thetis» и «Santa-Brigida», перевозивших колониальные товары, включая опиум, и крупные суммы денег. Однако на Рождество того же года «Ethalion» потерпел крушение, сев на мель неподалёку от французского Пенмарка (Бретань).  Команда была спасена экипажами других британских военных кораблей. Капитан Сирл, командир «Эталиона», последним покинул корабль, предварительно отдав приказ поджечь повреждённый корабль, чтобы им не смогли завладеть французы. Несмотря на это, после возвращения в Британию Сирл и его офицеры были отданы под суд, который, однако, оправдал их, постановив, что причиной произошедшего было труднопредсказуемое течение, преодолеть которое не смог даже опытный рулевой.
С апреля 1804 года Пим служил на борту 74-пушечного линейного корабля «Марс», а затем — капитаном линейного корабля «Атлас», также 74-пушечного. В составе эскадры адмирала Дакворта корабль капитана Пима участвовал в бою при Сан-Доминго, где находился в самой гуще сражения, потерял бушприт, а румпель был повреждён ядрами.  
В октябре 1808 года Пим принял командование 36-пушечным фрегатом «Сириус» в составе эскадры коммандера Джозайи Роули.
В 1810 году Пим возглавил эскадру, состоявшую из фрегатов «Сириус», «Ифигения», «Нереида», «Magicienne» и брига «Staunch», направленную для захвата французской колонии в Индийском океане — острова Иль-де-Франс (ныне остров Маврикий). 13 августа эскадра захватила островок Иль-де-ла-Пасс, закрывавший вход во французскую гавань Гранд-Порт. 21 августа эскадра отбила у французов торговый корабль британской Ост-Индской компании «East Indiaman Wyndham», благодаря чему была получена информация что в Гранд-Порт скрытно прибыла французская эскадра.
Британская эскадра, рассчитывая на лёгкую победу, попыталась атаковать стоящую на якоре французскую эскадру и двинулась в гавань. Однако британцы не знали местный фарватер, и при входе в гавань «Сириус» и «Magicienne» сели на мель. Так началась битва при Гран-Порте, которая закончилась полным разгромом британской эскадры, и пленением британского гарнизона островка Иль-де-ла-Пасс, который возглавлял непосредственно Пим. Битва при Гран-Порте стала единственным поражением британской эскадры за всё время Наполеоновских войн (столкновения с участием единичных кораблей, а также потери торгового флота здесь не учитываются). 
В декабре того же 1810 года британский флот и высаженный десант всё таки принудили Маврикий к капитуляции, после чего Пим был освобождён вместе с другими пленными англичанами. В Британии он был отдан под трибунал, но в результате оправдан, несмотря на то, что общественное мнение было настроено явным образом против него.
После оправдания Пим получил под своё командование 74-пушечный линейный корабль «Ганнибал». В феврале 1812 года он крейсировал неподалёку от Шербура, а в мае того же года плавал уже на линейном корабле «Niemen». В дальнейшем Пим продолжил свою службу на других кораблях.
Только в 1837 году он был произведён в контр-адмиралы. С 1841 по 1845 год он служил адмиралом-суперинтендантом в Девонпорте, а осенью 1845 года командовал экспериментальной эскадрой на Ла-Манше.  Он получил звание вице-адмирала в 1847 году, а полного адмирала  — в 1851 году.